# Jeunesse sportive Massira
Pour les articles homonymes, voir JSM.
Maillots
Actualités
La Jeunesse Sportive d'El-Massira (en arabe : شباب المسيرة الرياضي), plus couramment abrégé en JS Massira ou JSM, est un club marocain de football fondé en 1940 sous le nom de Association Sportive d'El Aïoun et basé dans la ville de Laâyoune, au Maroc.
En 1977, le club a changé son nom après la fusion avec l'Association Sportive des Forces Auxiliaires de Ben Slimane (ASFAB). Il évolue actuellement en Botola Pro2.

## Historique
Fondé sous le nom de Association Sportive d'El Aïoun en 1940 dans la ville d'El Aïoun, il a fait son entrée en faisant partie des clubs de la Division Promotion (Groupe Oriental) avec l'Association Sportive de Berkane, Association Sportive de Jérada, Mouloudia Club d'Oujda et l'Union Sportive d'Oujda.
En 1977, l'ASEA avait changé son nom en devenant Jeunesse Sportive Massira après la fusion avec lASFAB, équipe originaire de Ben Slimane (une petite ville dans la région de Chaouia-Ouardigha au centre du Maroc) qui était appelée à l'époque « Association Sportive des Forces Auxiliaires de Ben Slimane  ».
C'est après une décision des autorités marocaines dans les années 1990 que cette équipe deviendra le représentant officiel des provinces du Sud basée à Laâyoune. 
Toutefois, la première équipe à avoir représenté les provinces sahraouies dans le Championnat d'élite était « Chabab Sakia Al Hamra », qui avait comme vedettes Hassan Derham, l'actuel président du JSM, et Fathi Jamal.

## Palmarès
- Botola Pro2 (1)
  - Champion : 1994

- Botola Amateurs1 (1)
  - Champion : 1993
  - Vice-champion : 2021